# Балканската война 1912-1913 (филм)
„Балканската война 1912 – 1913“ е български документален филм, съставен от пет части, сниман по време на Балканската война. Оператор и режисьор е Александър Иванов Жеков. Филмът се съхранява в Българската национална филмотека.
Първата част от филма представя пристигането на ранени войници от сражението при Люлебургас в Лозенград, където се приемат от руския Червен кръст. Във втората част се показват кадри на българския миненосец „Дръзки“ и обезвредения и полупотънал турски кораб „Хамидие“, след което „Дръзки“ се завръща в пристанището във Варна. Третата част от филма е снимана след превземането на Одринската крепост от Втора армия на 26 март 1913 г. В нея са снимани кадри от пристигането на 30 март 1913 г. на цар Фердинанд I, царица Елеонора и генерали от Българската армия – Михаил Савов, Никола Иванов, Георги Вазов, майор Иван Вълков на гара Караагач и посещението им в Селим джамия. По-късно пристигат и народни представители от София. Заснет е и разпит на пленници и башибозуци от генерал-майор Димитър Кирков и полковник Иван Русев. В последната част от документалния филм са снимани мащабни сцени на артилерия, кавалерия и пехота при придвижването им из Одринска Тракия. Документирано е и посещението на войводата Тане Николов.

## Галерия
- Кадри от филма
- хоро на фронта
- разпит на башибозуци